# Compañía Industrial Jabonera del Pacífico
La Compañía Industrial Jabonera del Pacífico S.C.L. (1925-1974) fue una empresa de origen mexicano organizada como Cooperativa en \(1925\), con el objetivo de aprovechar la semilla de Algodón, que se cosechaba en el Valle de Mexicali, en tierras pertenecientes a Colorado River Land Company ubicadas en el Municipio de Mexicali.

## Fundación
Buscando mejorar la rentabilidad del algodón, "La Colorado" avanzó para promover el aprovechamiento más integral del algodón, y no sólo de la fibra, sino de la industrialización de la semilla del algodón. Siguiendo el ejemplo de la “Compañía Industrial Jabonera de la Laguna”, la cual ya elaboraba y exportaba jabones de toda índole hacia América Central y el Caribe, así como la glicerina y nitroglicerina, (explosivo) con el apoyo del gobernador Abelardo L. Rodríguez, los accionistas de “La Colorado” Harry Chandler y Moses H. Sherman, compartieron acciones e invitaron a participar a Juan F. Brittingham, un empresario de origen americano asentado en La Laguna pionero e impulsor de la agroindustria del algodón, tanto en el despepite como en el financiamiento, así como otros negocios relacionados en la zona de la Comarca Lagunera y especialmente en Gómez Palacio Durango.
"La Colorado" ya tenía su propia empresa despepitadora, que era la Lower Colorado River Ginning Company, la cual fue el punto de partida para la nueva empresa.
En 1945, cuando el Sr. Brittingham cumplía 65 años, aceptó la invitación, por lo que se trasladó a Mexicali con sus hijos Eduardo, Nelson y Juan. El 12 de octubre de ese año llegaron a Mexicali con 20 obreros especializados del Sr. Brittingham, y el 10 de noviembre, el nuevo director anunció la creación de la empresa. Adicionalmente, el Sr. Brittingham solicitó algunos furgones y armón de carga, con materiales para la construcción y futuros trabajadores de la Jabonera del Pacífico provenientes de Gómez Palacio, Torreón, y TayoltitaDurango y de otras localidades de la Laguna, que venían a construir y operar la maquinaria de una fábrica de jabón, que los mexicalenses no conocían.
Así se erigieron las instalaciones propias para la producción industrial. Se construyeron instalaciones similares a las instalaciones que tenían en Gómez Palacio, Durango, que consistían en estructuras de acero prefabricadas, con techo de lámina corrugada y galvanizada, que contenían almacenes, oficinas, un molino de aceite, una refinería, la fábrica de jabones y una caldera de vapor para la operación de la fábrica.
Con toda su experiencia, el Sr. Brittingham se estableció en Mexicali durante cinco años. Era un hombre dinámico y abierto que se unió a los esfuerzos de industrialización de la semilla del algodón, donde su primer programa de producción fue la producción de aceite, borra, harinolina y cascarilla. 
Las familias que originalmente vivían en los terrenos de lo que fue la jabonera y que se habían asentado desde 1917, opusieron resistencia a abandonar sus terrenos, pero después de negociaciones y con el apoyo del gobernador Abelardo L. Rodríguez, finalmente cedieron.
semilla de algodón eran: recepción del algodón en camiones de redilas y racas llenas de algodón, algunas de ellas tiradas por caballos, también se recibía Algodón por el ferrocarril que venía del Valle de Mexicali; de ahí pasaba a la despepitadora que era un conjunto de máquinas, que separan la fibra del algodón de sus semillas; a la fibra el proceso era clasificarla y limpiarla, compactarla, hasta elaborar las pacas de algodón; la paca; una vez terminada; se pesaba; envolvía; clasificaba, etiquetaba y almacenaba. Después, pasaba al proceso de transporte para la exportación ya sea al puerto de Long Beach y San Pedro en California como el de Ensenada, Baja California.
Las semillas se colocaban en los almacenes a través de ductos de aire y gusanos, para luego ser transportadas por un sistema helicoidal de "gusanos" a una "desborradora" que dejaba a las semillas totalmente limpias. Luego eran introducidas a una máquina que quebraba la cascarilla, misma que la molían y elaboraban harinolina que se utilizaba como forraje para el ganado, que a su vez se comercializaba en México y otra parte se exportaba a Los Ángeles, California, en Estados Unidos. La pulpa de la semilla se prensaba y extraía el aceite, que luego se derivaba en tres vertientes: aceite refinado que se enviaba en carros tanque de ferrocarril, a Monterrey, Nuevo León. Otra parte del aceite servía para elaborar manteca vegetal (marca “Inca” de Anderson Clayton) que en ése tiempo era de gran consumo popular. Los otros derivados se convertían en jabón.   
Además del proceso industrial se construyeron en los linderos de la empresa, casas para los trabajadores con todos los servicios (agua, drenaje; electricidad; una escuela primaria; un centro deportivo que contenía: gimnasio; cancha de squash; cancha de tenis, cuartos de baño con regaderas y parque para sus obreros. Los administradores como Juan, Nelson y Eduardo Brittingham (3 hijos del director) también vivían en esas viviendas, aunque separados de los trabajadores. En Navidad se les organizaba una fiesta posada para los trabajadores con sus esposas e hijos.
La empresa contaba con más de 500 trabajadores, y se convirtió en un ícono de la época dorada, la época del “Oro Blanco”, que representó un auge económico en Baja California y que a su vez, propició una alta calidad de vida en los cachanillas.
En 1930, el Sr. Brittingham vendió el 66% de sus acciones a la empresa Norte Americana Anderson, Clayton Co.

## Anderson Clayton
El 1 de febrero de 1930, la empresa Anderson, Clayton & Co. adquirió la mayoría de las acciones de la Jabonera y se asentó en el Valle de Mexicali. Promovió la expansión de la agricultura y el algodón, así como el crédito agrícola, mediante el cual proporcionaba a los agricultores los medios para que contaran con los recursos necesarios para su siembra, desde la preparación hasta el cultivo; además les compraba el hueso (la semilla), que utilizarían para industrializarlo en su fábrica. La empresa contaba con 9 plantas despepitadoras distribuidas en diversas partes del Valle de Mexicali. Las plantas despepitadoras de "La Jabonera" eran: La Jabonera, Pacífico, Morelos, Río Colorado, Victoria, Crucero, Tecolote, San Luis y Coahuila. La empresa producía jabón, aceite refinado, manteca para cocinar para el consumo humano y harinolina como alimento para ganado. Los dos primeros productos eran principalmente para exportación. 
En 1931, la empresa invitó a James W. Stone a colaborar y dirigir la empresa, designándolo como vicepresidente y gerente general. Stone echó raíces en Mexicali y logró el prestigio de ser uno de los directores más eficientes y apreciados de la compañía.
En 1938, la empresa tuvo el aval del Gral. Lázaro Cárdenas, presidente de México (1934-1940), que a pesar de su espíritu de nacionalización de tierras y petróleo, acudió a William L. Clayton, director y propietario de la empresa, para que proporcionara crédito a los agricultores del Valle de Mexicali, a cambio de ciertas ganancias. Fue así como Cárdenas, bajo el auspicio del Banco Nacional de Crédito Ejidal, incrementó en 1000%, las exportaciones de algodón mexicano.
En el ciclo 1952-1953, la matriz con oficinas en Houston Texas envió a la Jabonera de Mexicali al nuevo superintendente de despepitadoras, a un empleado con 7 años de experiencia, tanto en Estados Unidos, como Paraguay y Argentina de nombre James Griffin. Griffin sabía que la jabonera de Mexicali estaba considerada como la más moderna y mejor manejada de toda la compañía y del mundo. Sin embargo, en el primer recorrido por las plantas, percibió basura, derrames de agua, siempre había varias plantas descompuestas, situaciones riesgosas desde el punto de vista de incendio potencial o accidentes para los trabajadores, para la operación de 400 toneladas diarias de semilla de algodón, los 365 días, las 24 horas, dentro de las 33 hectáreas que ocupaba la planta.
La refinería era un edificio de 4 pisos donde se llevaba a cabo la deodorización, hidrogenación, blanqueado y empaque de los productos.
También tenían corrales de engorda donde alimentaban el ganado con la harinolina.
Griffin estableció un programa de modernización de las plantas despepitadoras, por lo que en 1954, el Valle de Mexicali desplazó a la Comarca Lagunera al conquistar el primer lugar como productor de algodón en la República Mexicana, al producir 434,075 pacas de algodón, en 200,000 hectáreas sembradas ese año, con 2.20 de pacas por hectárea promedio. A finales de los 60, la empresa operaba 17 despepitadoras distribuidas en el Valle de Mexicali.
Para 1970, la participación de la Jabonera en el mercado local venía a la baja. La empresa cerró sus puertas en 1974 debido al desplome del algodón y el crecimiento de las fibras sintéticas. Las instalaciones fueron abandonadas, vandalizadas y luego destruidas. En 1989 se construyó en Mexicali, en los terrenos de lo que fue "La Jabonera", el primer gran centro comercial moderno denominado “Plaza La Cachanilla”, aunque quedaron contiguas algunas de las antiguas casas de los trabajadores, que hoy se conoce como colonia la Jabonera.

## Despepitadoras
Las despepitadoras (plantas para separar la semilla del algodón de la fibra) en Mexicali llegaron a ser hasta 17, de las cuales 16 eran de capital extranjero. La mayor cantidad de ellas estuvo presente durante la década de los años de 1950. Además de la Jabonera, que era la más grande, había otras plantas despepitadoras, en el Valle de Mexicali.  Así estaban las empresas: Mexican Chinese Ginning Company, (establecida en 1919, era una de las más grandes en su ramo, con 75 trabajadores y capacidad para 350 pacas por cada 24 horas) que después fue la Despepitadora de Mexicali, Empresas Longoria (tenía 5 plantas), Algodonera Internacional (4 plantas), Compañía Algodonera de Baja California (de origen extranjero), Empresas Hohenberg, Despepitadora McFadden, Despepitadora de Mexicali (La Chinesca),  Algodonera del Valle, Despepitadora Popular, Industrias Unidas del Colorado, Algodoneros Unidos, Despepitadora Oro Blanco, Banco Nacional de Crédito Ejidal, Algodones Universales y Empresa de Rafael Leyva Casto y socios, pasando con esto a ocupar el segundo lugar de importancia en éste aspecto en México después de la Comarca Lagunera, para luego ocupar el primer lugar. Mexicali llegó a producir el 95% del algodón nacional.
Las despepitadoras se agruparon bajo la “Asociación Algodonera del Valle de Mexicali” participando en la protección de su mercado, la política local, el sistema de financiamiento y bancario regional, mecanización y modernización de los procesos industriales. Algunas despepitadoras han sobrevivido y siguen operando aunque en 2011, la tierra cultivada de algodón fue de 39,000 hectáreas para una producción de aproximadamente 200,000 pacas exportadas a Estados Unidos, Japón y China.
En 2012, Mexicali celebró el centenario del inicio de la siembra del algodón en el Valle de Mexicali.